# تئاتر نیو آمستردام
تئاتر نیو آمستردام (انگلیسی: New Amsterdam Theatre) یک سالن تئاتر در نیویورک، آمریکا است.
این سالن که در سال ۱۹۰۳ تاسیس شده در منطقه تئاتر برادوی قرار دارد و دارای ۱٬۷۰۲ نفر ظرفیت است.

## نگارخانه

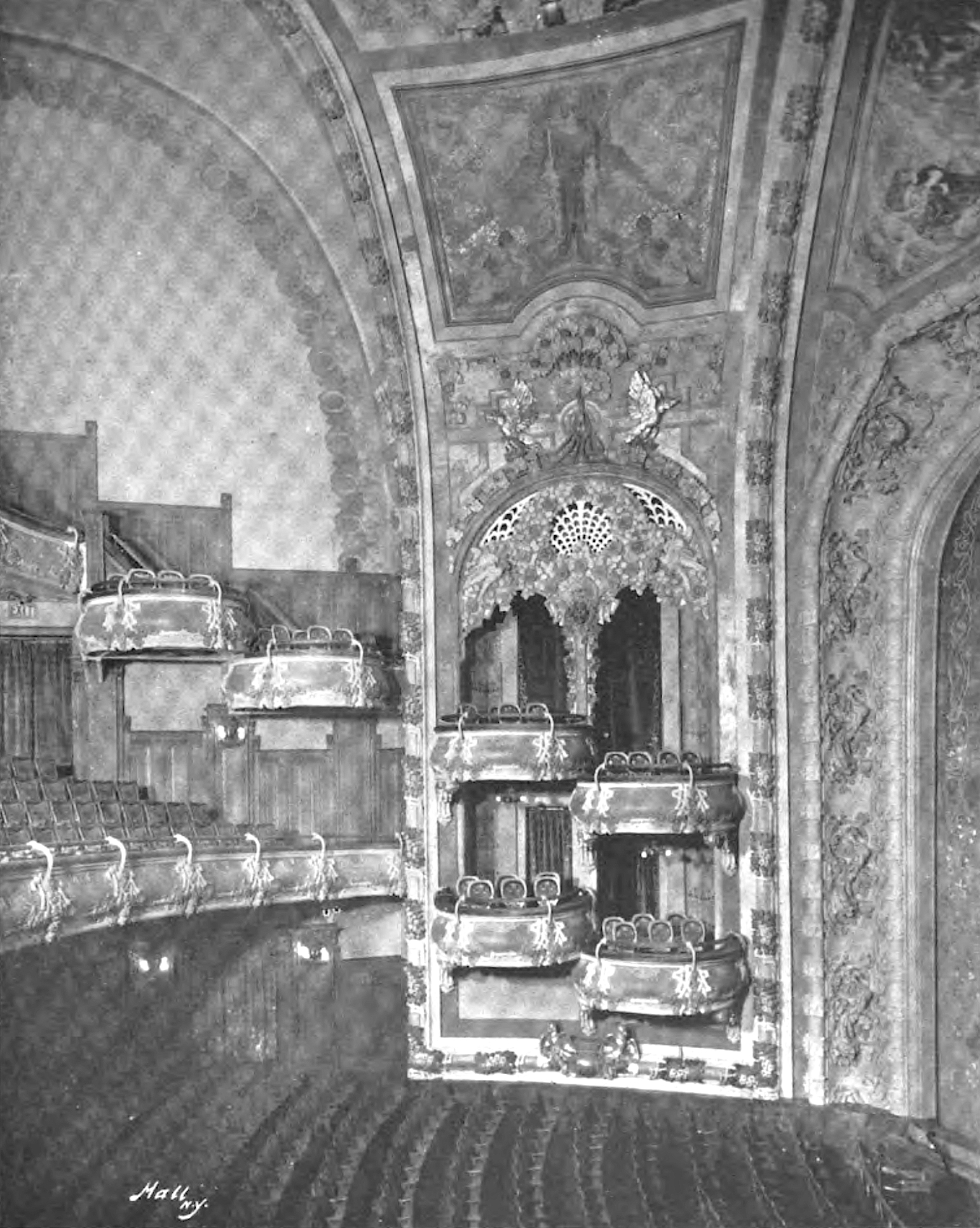
۱۹۰۴
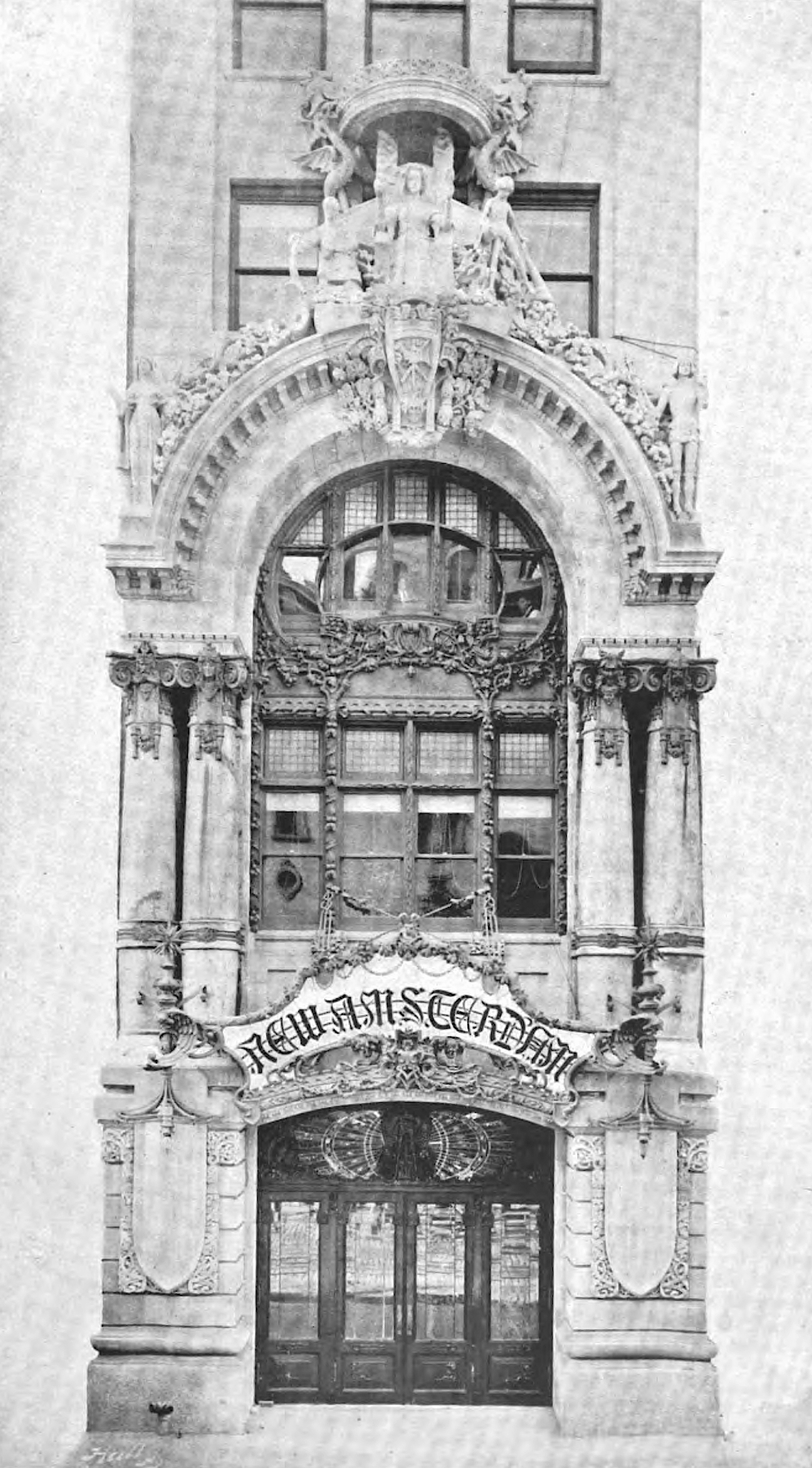
۱۹۰۴
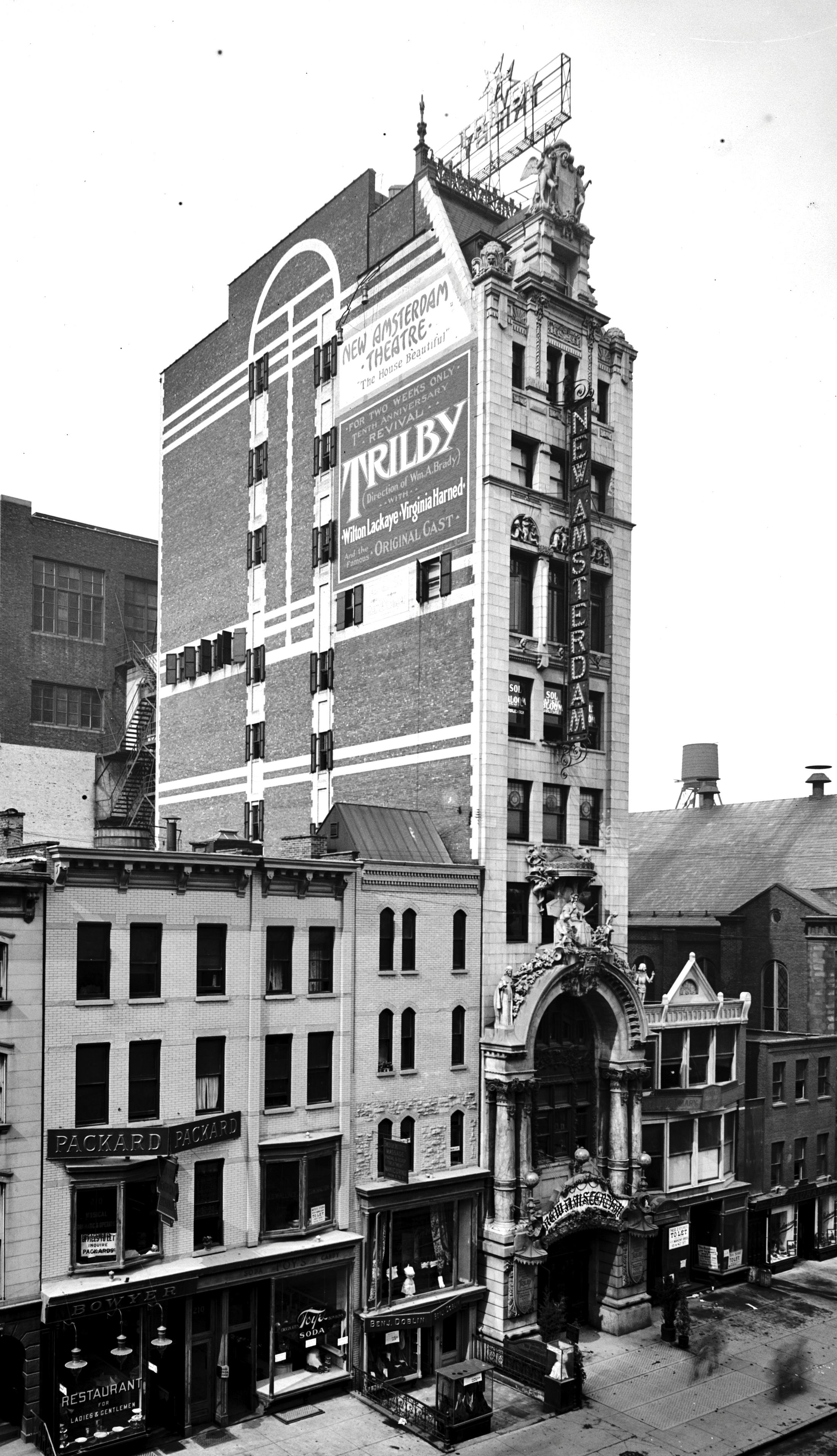
۱۹۰۵
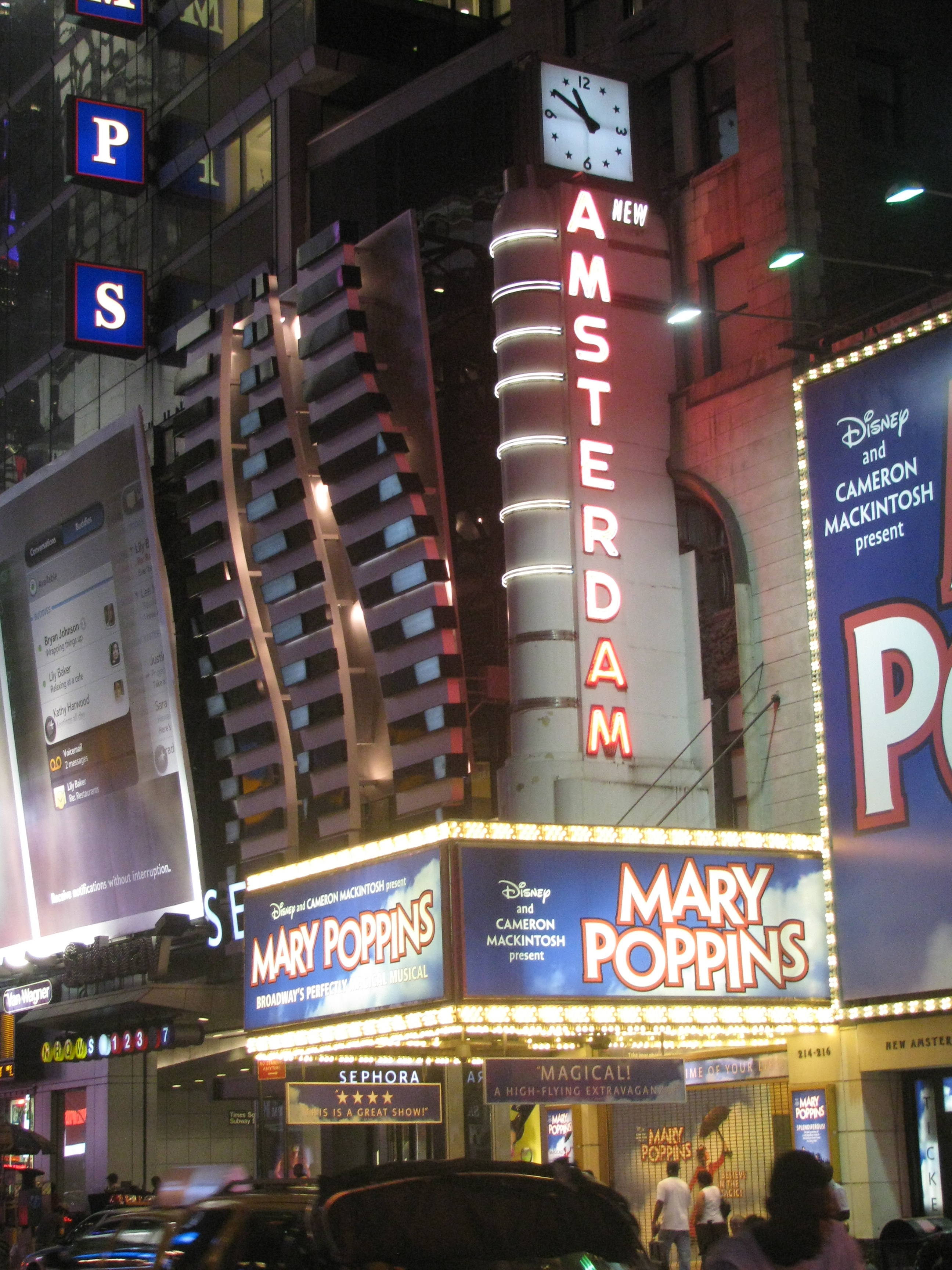